# Jesenské (Banská Bystrica)
|  | No s'ha de confondre amb Jesenské (Nitra). |

Jesenské és un poble i municipi d'Eslovàquia. Es troba a la regió de Banská Bystrica.

## Història
La primera menció escrita de la vila es remunta al 1274.

## Demografia
| Godina             | 1994 | 2004   | 2014   | 2024   |
| ------------------ | ---- | ------ | ------ | ------ |
| Nombre de persones | 2241 | 2281   | 2236   | 2351   |
| Diferència         |      | +1,78% | −1,97% | +5,14% |

| Godina             | 2023 | 2024   |
| ------------------ | ---- | ------ |
| Nombre de persones | 2352 | 2351   |
| Diferència         |      | −0,04% |